# São Martinho (Santa Catarina)
São Martinho è un comune di 5 585 abitanti (2006) dello Stato di Santa Catarina in Brasile.